# Tiltra Group
Tiltra Group war eine Verkehrsinfrastruktur-Unternehmensgruppe in Litauen. Sie war aktiv in Polen. Die Konzerngesellschaften (litauische „Kauno tiltai“, „Kelda“, die polnischen „Tiltra PDM Bialystok“, PEUIM, „Brux“ und „Dalba“ u. a.) waren spezialisiert auf Straßen-, Brücken-, Tunnel-, Flughäfen-, Häfen- und Engineering-Netzwerken-Bau. Der größte Aktionär war die litauische Investmentgesellschaft „Invalda“. 

## Geschichte
2009 erzielte man einen Umsatz von 1 Mrd. Litas. April 2011 fusionierten polnische „Trakcja Polska“ und litauische „Tiltra Group“ zu „Trakcja-Tiltra“. Spanische Comsa Emte hatte 34,96 % Aktien der neuen Gesellschaft.

## Leitung
- 2008–2011: Mindaugas Aniulis
- Ab April 2011: Nerijus Eidukevičius[5]

Vorstand
Nerijus Eidukevičius (Vorsitz), Romas Matiukas, Aldas Rusevičius, Dalius Kaziūnas